# Schelto Patijn

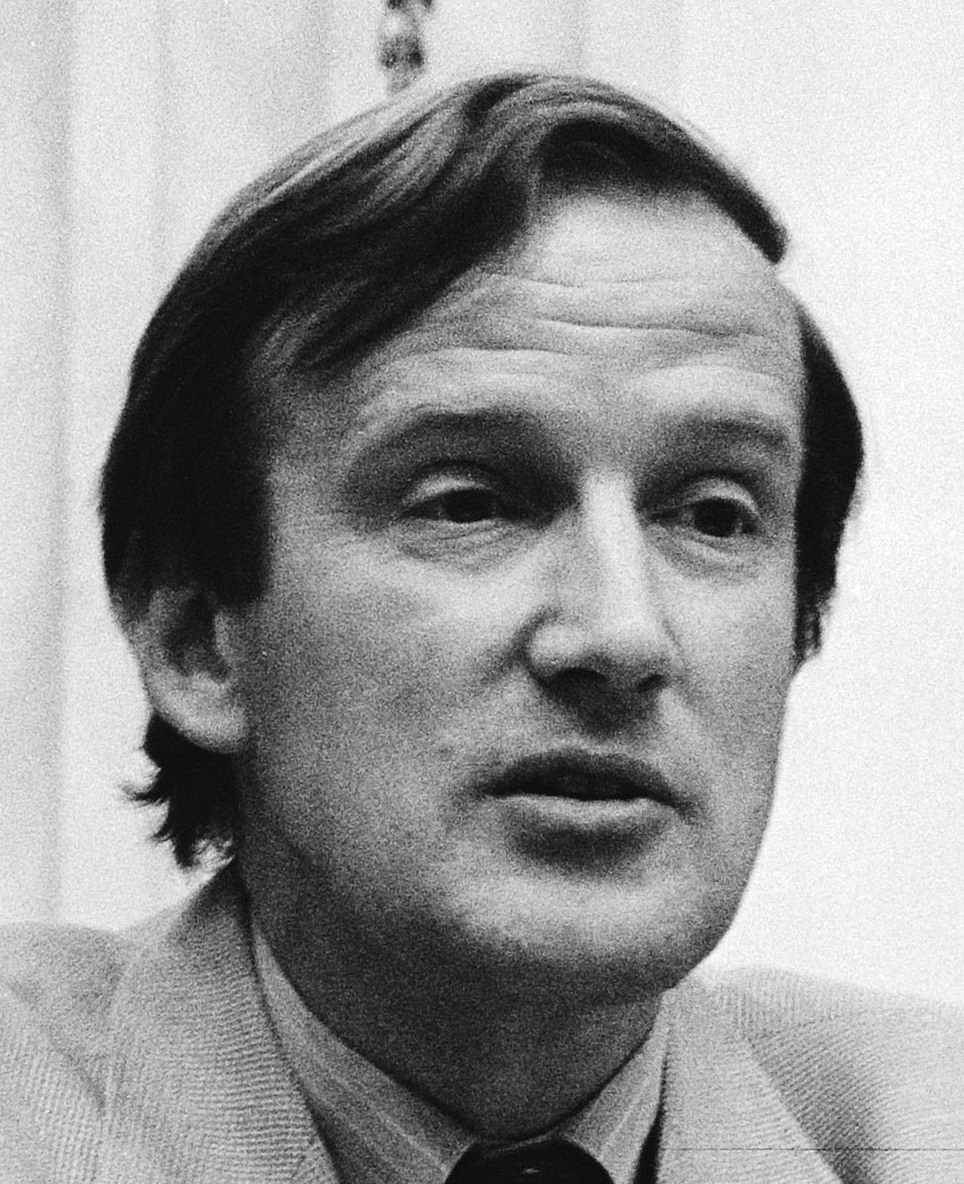
Schelto Patijn (1980)

Schelto Patijn (* 13. August 1936 in Den Haag; † 15. Juli 2007 in Amsterdam) war ein niederländischer Politiker (Partij van de Arbeid (PvdA)) und Bürgermeister von Amsterdam.
Patijn war vom Mai 1973 bis 1979 Mitglied des Europäischen Parlaments und ab Juni 1984 Kommissar der Königin der Provinz Zuid-Holland. Als Nachfolger von Ed van Thijn wurde Patijn im Juni 1994 zum Bürgermeister von Amsterdam berufen. Im Januar 2001 folgte ihm Job Cohen im Amt.
Patijn erhielt 1987 den Orden vom Niederländischen Löwen und 1994 den Orden von Oranien-Nassau.